# Bruxelles-Bost
Bruxelles-Bost est une ancienne course cycliste belge, d'une distance de 200 kilomètres environ, organisée 
dans la première quinzaine du mois de juin de 1948 à 1958 entre la Capitale belge et la ville de Bost, située en Région flamande dans la province du Brabant flamand. 

## Palmarès
| Année | Vainqueur              | Deuxième              | Troisième                   |
| ----- | ---------------------- | --------------------- | --------------------------- |
| 1948  | Frans Decoster         | Georges Claes         | Edward Van Dyck             |
| 1949  | Edward Peeters         | Adolph Verschueren    | Maurice Van Herzele (nl)    |
| 1950  | Edward Peeters         | René Janssens         | Georges Claes René Walschot |
| 1951  | Ernest Sterckx         | Petrus Van Verre      | Lode Anthonis               |
| 1952  | Ernest Sterckx         | Constant Verschueren  | Gaston De Wachter           |
| 1953  | Jan Storms             | Eugène Van Roosbroeck | Jean Bogaerts               |
| 1954  | Jozef Schils           | Henri Jochums         | Lode Anthonis               |
| 1955  | Julien Van den Branden | Lode Anthonis         | Frans Leenen (nl)           |
| 1956  | Théo Brunswyck         | Wies van Dongen (nl)  | Karel Clerckx               |
| 1957  | Jozef Schils           | Rik Luyten            | Jean Pasinetti              |
| 1958  | Francis Kemplaire      | Marcel Janssens       | Piet van den Brekel         |